# لوئیس هرتوم
لوئیس هرتوم (انگلیسی: Louis Herthum؛ زادهٔ ۵ ژوئن ۱۹۵۶) بازیگر و تهیه‌کننده فیلم اهل ایالات متحده آمریکا است.
از فیلم‌ها یا برنامه‌های تلویزیونی که وی در آن نقش داشته است، می‌توان به تکن، دوستت دارم فیلیپ موریس، وست‌ورلد و چه می‌شود/اگر اشاره کرد.